# Гидравлический интегратор
Гидравлический интегратор — аналоговый компьютер, предназначенный для решения дифференциальных уравнений, действие которого основано на протекании воды. Создан в 1936 году Владимиром Лукьяновым.
Объём жидкости в некотором сосуде является интегралом от функции, описывающей поступление жидкости в этот сосуд. Если снабдить сосуд шкалой, проградуированной, например, в единицах объёма, то получается простейший интегратор объёмного расхода жидкости. Ещё в античные времена была изобретена клепсидра, измеряющая промежутки времени на основе количества перетекающей воды.
Первые экземпляры интеграторов Лукьянова были скорее экспериментальными, сделаны из жести и стеклянных трубок, и каждый интегратор мог использоваться для решения только одной задачи.
В 1930-е годы это была единственная в СССР вычислительная машина для решения дифференциальных уравнений в частных производных.
В 1941 году Лукьяновым был создан гидравлический интегратор модульной конструкции, который позволял собрать машину для решения разнообразных задач. Были сконструированы двухмерный и трёхмерный гидроинтеграторы.
В 1949—1955 годах в институте НИИСЧЕТМАШ был разработан интегратор в виде стандартных унифицированных блоков. В 1955 году на Рязанском заводе счётно-аналитических машин начался серийный выпуск интеграторов с заводской маркой «ИГЛ» (интегратор гидравлический системы Лукьянова). Интеграторы получили широкое распространение, поставлялись в Чехословакию, Польшу, Болгарию и Китай. С их помощью были проведены расчёты проектов Каракумского канала в 1940-е годы, строительства БАМа в 1970-х годах. Гидроинтеграторы использовались в геологии, шахтостроении, металлургии, ракетостроении и других областях.
Подобные устройства применялись во многих организациях и использовались до середины 1980-х годов.
В настоящее время два гидроинтегратора Лукьянова хранятся в Политехническом музее.